# Giovanni Breviario
Giovanni Breviario (Bergame 27 novembre 1891 - Bergame 8 octobre 1982) est un ténor italien d'opéra, interprétant surtout des rôles dramatiques.

## Biographie
Breviario est né à Bergame Italie.  Il a fait ses études à Milan avec Dante Lari, et a fait ses débuts sur scène à Pola en 1924, dans Manrico de Il trovatore. Il a chanté avec un très grand succès le répertoire italien aux Pays-Bas entre 1927 et 1934.
En Italie, il s'est produit au Teatro Carlo Felice à Gênes, à La Fenice à Venise, au Teatro Regio à Parme, au Teatro San Carlo à Naples, à la Scala à Milan. 
Il  a également chanté au Teatro Nacional de São Carlos à Lisbonne, à l'Opéra d'État hongrois à Budapest, ainsi qu'à Malte et le Caire.
Il était tout particulièrement apprécié dans les rôles héroïques tels que Pollione dans Norma, Raoul des Huguenots, Radames dans Aida, Otello, Canio dans Pagliacci, Andrea Chénier, Cavaradossi dans Tosca, etc. 
Il s'est retiré de la scène en 1949, et devenu professeur au Conservatoire de Musique de Johannesbourg en Afrique du Sud. Il a passé ses dernières années dans sa ville natale de Bergame, où il est mort.
Breviario reste probablement le plus connu pour son Pollione dans le premier enregistrement complet de Norma en 1937, avec comme partenaires Gina Cigna, Ebe Stignani, Tancredi Pasero, sous la direction de Vittorio Gui.

## Sources
- Breviario Giovanni sur Operissimo.com